# الن وودرینگ
الن وودرینگ (انگلیسی: Allen Woodring؛ ۱۵ فوریه ۱۸۹۸ – ۱۵ نوامبر ۱۹۸۲) دونده اهل ایالات متحده آمریکا بود.
از افتخارات وی می‌توان به کسب مدال طلا دو ۲۰۰ متر در بازی‌های المپیک تابستانی ۱۹۲۰ اشاره کرد.